# Північна Македонія на Олімпійських іграх
Республіка Македонія бере участь в Олімпійських іграх з 1996 року. Раніше її спортсмени виступали під прапором Югославії. У зв'язку з диспутом щодо назви МОК офіційно визнає державу виключно під назвою Колишня Югославська Республіка Македонія.

## Учасники
Станом на 2013 рік 41 спортсмен Північної Македонії (27 чоловіків і 14 жінок) були учасниками змагань з 39 олімпійських дисциплін у 7 видах спорту. Наймолодшою учасницею (15 років 26 днів) є Мір'яна Бошевська, яка брала участь у змаганнях з плавання на літніх Олімпійських іграх 1996 року в Атланті. Найстаршим є Валерій Верхушин (36 років 144 дні), який брав участь у змаганнях з вільної боротьби на літніх Олімпійських іграх 1996 року в Атланті. Найбільша кількість учасників від Македонії — 11 брали участь на літніх Олімпійських іграх 1996 року в Атланті.

## Медалісти
Тільки один представник Північної Македонії виборов олімпійську медаль станом на липень 2012.
| Медаль | Спортсмен         | Ігри        | Вид спорту | Дисципліна       |
| ------ | ----------------- | ----------- | ---------- | ---------------- |
| Бронза | Магамед Ібрагімов | Сідней 2000 | боротьба   | вільна, до 85 кг |

Спортсмени Північної Македонії отримували також олімпійські медалі, виступаючи за Югославію.

## Виноски
1. ↑  Список македонських олімпійських медалістів. Архів оригіналу за 2 червня 2008. Процитовано 14 липня 2012.